# Гецявичюс, Мартинас
Мартинас Гецявичюс (лит. Martynas Gecevičius, род. 16 мая 1988 в Вильнюсе, Литовская ССР) — литовский баскетболист, игрок баскетбольного клуба «Ювентус» (Утена). Играет на позиции защитника.

## Карьера
Карьеру начал в 2004 году.

## Сборная Литвы
Первое крупное выступление в мужской сборной Литвы — чемпионат мира 2010 года в Турции, где он и сборная получили бронзовые медали.